# 一颗不肯媚俗的心
《一颗不肯媚俗的心》是有魔岩三杰之称的中国摇滚歌手之一张楚与周思雨、张岭、董虹、万小源、卫华共同录制的音乐专辑，于1993年出版。

## 曲目
1. 西出阳关 / 张楚
2. 走吧 / 周思雨
3. Bpmf / 张楚
4. 北方过客 / 张嶺
5. 将将将 / 张楚
6. 爷爷奶奶的故事 - 董虹 万小源
7. 一鸣惊人 / 张嶺
8. 太阳车 / 董虹
9. 一生祈求 / 卫华
10. 失落城堡的居民 / 张嶺